# أيمن منصور (لاعب كرة قدم)
أيمن منصور (ولد في 9 سبتمبر 1963)، لاعب نادي الزمالك ومنتخب مصر السابق، كان يلعب في مركز المهاجم. كان مهاجم مصر والزمالك في التسعينات، اعتزل كرة القدم عام 1996.

## المسيرة الإحترافية
بدأ حياته الاحترافية في ناشئي نادي السكة الحديد قبل انتقاله إلي نادي الزمالك. قضي بقية مسيرته الاحترافية مع العملاق القاهري وحقق معه العديد من الإنجازات. فاز مع القلعة البيضاء بدرع الدوري المصري الممتاز ثلاث مرات في مواسم (1987-88، 1991-92، 1992-93). كما فاز مع الزمالك بكأس مصر مرة واحدة (1987–88).
وعلى الصعيد القاري، فاز مع ناديه بدوري أبطال أفريقيا مرتين في (1993، 1996)، بالإضافة إلى كأس السوبر الأفريقي (1994). يُعد هدفه التاريخي في مرمى النادي الأهلي المصري في بطولة كأس السوبر الأفريقية من أبرز أهدافه والذي منح نادي الزمالك لقب كأس السوبر الافريقي 1994، حيث أنها كانت اول مباراة قارية بين قطبي كرة القدم المصرية وأول لقب لنادي مصري في تاريخ البطولة الوليدة. اعتزل كرة القدم في عام 1996 لاصابه في الظهر، واتجه للتدريب.

## المسيرة الدولية
شارك منصور مع منتخب مصر لكرة القدم في 34 مباراة وسجل 9 أهداف. فاز بالميدالية الذهبية مع مصر خلال دورة الألعاب العربية عام 1992 والتي كانت أيضًا بمثابة كأس العرب لعام 1992. كما شارك مع بلاده في كأس الأمم الإفريقية. هو صاحب أسرع هدف قي تاريخ بطولات كأس الأمم الأفريقية منذ نشأتها عام 1957 والذي أحرزه بعد 19 ثانية من بداية مباراة مصر والجابون قي المجموعة الثالثة لبطولة كأس الأمم الأفريقية 1994 في تونس.

## الإنجازات
نادي الزمالك
- الدوري المصري: 1987-88، 1991–92، 1992-93
- كأس مصر: 1988
- كأس الاتحاد المصري التنشيطية: 1995
- دوري أبطال أفريقيا: 1993، 1996
- كأس السوبر الأفريقي: 1994

منتخب مصر
- كأس العرب: 1992